# Хеннинген
Хеннинген (нем. Henningen) — деревня в Германии, в земле Саксония-Анхальт, входит в район Зальцведель в составе городского округа Зальцведель.
Население составляет 665 человека (на 31 декабря 2008 года). Занимает площадь 28,54 км².

## История
Первое упоминание о поселении относится к 1815 году.
1 января 2010 года, после проведённых реформ, Хеннинген вошёл в состав городского округа Зальцведель.